# Le Conscrit de 1809
Le Conscrit de 1809 est un film muet français réalisé par Gérard Bourgeois et sorti en 1909.

## Distribution
- Joë Hamman
- Jeanne Marie-Laurent
- Claude Ritter
- Le Gosset
- Dorny
- Person-Dumaine